# Armenia na Letnich Igrzyskach Olimpijskich 2012
Armenię na Letnich Igrzyskach Olimpijskich 2012 reprezentowało 24 zawodników: 20 mężczyzn i 4 kobiety. Zdobyli oni 3 medale: jeden srebrny i dwa brązowe, zajmując 60. miejsce w klasyfikacji medalowej.
Był to piąty start reprezentacji Armenii na letnich igrzyskach olimpijskich.

## Zdobyte medale
| Medal  | Zawodnik             | Dyscyplina           | Konkurencja                  | Rezultat                                                       |
| ------ | -------------------- | -------------------- | ---------------------------- | -------------------------------------------------------------- |
| Srebro | Arsen Dżulfalakian   | Zapasy               | waga do 74 kg styl klasyczny | w finale przegrał z Rosjaninem Romanem Własowem                |
| Brąz   | Hripsime Churszudian | Podnoszenie ciężarów | waga ponad 75 kg kobiet      | 294 kg                                                         |
| Brąz   | Artur Aleksanian     | Zapasy               | waga do 96 kg styl klasyczny | w walce o brązowy medal pokonał Kubańczyka Yuniora Estradę 3:0 |

## Skład kadry

### Boks
Mężczyźni
| Zawodnik          | Konkurencja | 1/16             | 1/8              | Ćwierćfinał      | Półfinał         | Finał            | Finał   |
| Zawodnik          | Konkurencja | Przeciwnik Wynik | Przeciwnik Wynik | Przeciwnik Wynik | Przeciwnik Wynik | Przeciwnik Wynik | Miejsce |
| ----------------- | ----------- | ---------------- | ---------------- | ---------------- | ---------------- | ---------------- | ------- |
| Andranik Hakopian | 75 kg       | Gausha – RSC     |                  |                  |                  |                  | 17.     |

### Gimnastyka
Mężczyźni
| Zawodnik      | Konkurencje            | Konkurencje            | Konkurencje     | Konkurencje     | Konkurencje                 | Konkurencje                 | Konkurencje          | Konkurencje          | Konkurencje            | Konkurencje            | Konkurencje         | Konkurencje         | Konkurencje | Konkurencje | Konkurencje        | Konkurencje        |
| Zawodnik      | Wielobój indywidualnie | Wielobój indywidualnie | Ćwiczenia wolne | Ćwiczenia wolne | Ćwiczenia na koniu z łękami | Ćwiczenia na koniu z łękami | Ćwiczenia na kółkach | Ćwiczenia na kółkach | Ćwiczenia na poręczach | Ćwiczenia na poręczach | Ćwiczenia na drążku | Ćwiczenia na drążku | Skoki       | Skoki       | Wielobój drużynowy | Wielobój drużynowy |
| Zawodnik      | Wynik                  | Pozycja                | Wynik           | Pozycja         | Wynik                       | Pozycja                     | Wynik                | Pozycja              | Wynik                  | Pozycja                | Wynik               | Pozycja             | Wynik       | Pozycja     | Wynik              | Pozycja            |
| ------------- | ---------------------- | ---------------------- | --------------- | --------------- | --------------------------- | --------------------------- | -------------------- | -------------------- | ---------------------- | ---------------------- | ------------------- | ------------------- | ----------- | ----------- | ------------------ | ------------------ |
| Artur Dawtian | 82.865                 | 36.                    | 13.800          | 57.             | 13.900                      | 33.                         | 13.400               | 64.                  | 14.233                 | 47.                    | 13.366              | 60.                 | 14.833      | 15.         |                    |                    |

### Judo
Mężczyźni
| Zawodnik          | Konkurencja | 1/32                 | 1/16                | 1/8                  | Ćwierćfinał      | Półfinał         | Pierwsza runda repasaży | Ćwierćfinał repasaży | Półfinał repasaży | Finał            | Finał   |
| Zawodnik          | Konkurencja | Przeciwnik Wynik     | Przeciwnik Wynik    | Przeciwnik Wynik     | Przeciwnik Wynik | Przeciwnik Wynik | Przeciwnik Wynik        | Przeciwnik Wynik     | Przeciwnik Wynik  | Przeciwnik Wynik | Pozycja |
| ----------------- | ----------- | -------------------- | ------------------- | -------------------- | ---------------- | ---------------- | ----------------------- | -------------------- | ----------------- | ---------------- | ------- |
| Howhannes Dawtian | - 60 kg     | Englmaier 1011 -0002 | Müşkiyev 0101 -0000 | Kosajew 0100 -0000   | Verde 0000- 0001 |                  | Milous 0002- 0010       |                      |                   |                  | 7.      |
| Armen Nazarian    | - 66 kg     |                      | Ovinou 0100 -0000   | Zagrodnik 0102- 0111 |                  |                  |                         |                      |                   |                  | 9.      |

### Lekkoatletyka
Mężczyźni
| Zawodnik           | Konkurencja    | Kwalifikacje | Kwalifikacje | Finał | Finał   |
| Zawodnik           | Konkurencja    | Wynik        | Miejsce      | Wynik | Miejsce |
| ------------------ | -------------- | ------------ | ------------ | ----- | ------- |
| Arsen Sargsyan     | skok w dal     | 7,62         | 25.          |       |         |
| Wardan Pahlewanian | skok w dal     | 6,55         | 40.          |       |         |
| Melik Dżanojan     | rzut oszczepem | 72,64        | 39.          |       |         |

Kobiety
| Zawodniczka          | Konkurencja    | Kwalifikacje | Kwalifikacje | Finał | Finał   |
| Zawodniczka          | Konkurencja    | Wynik        | Miejsce      | Wynik | Miejsce |
| -------------------- | -------------- | ------------ | ------------ | ----- | ------- |
| Kristine Harutiunian | rzut oszczepem | 47,65        | 38.          |       |         |

### Pływanie
Mężczyźni
| Zawodnik       | Konkurencja   | Eliminacje | Eliminacje | Półfinał | Półfinał | Finał | Finał   |
| Zawodnik       | Konkurencja   | Czas       | Miejsce    | Czas     | Miejsce  | Czas  | Miejsce |
| -------------- | ------------- | ---------- | ---------- | -------- | -------- | ----- | ------- |
| Mikael Kolojan | 100m dowolnym | 53.82      | 45.        |          |          |       |         |

Kobiety
| Zawodniczka      | Konkurencja      | Eliminacje | Eliminacje | Półfinał | Półfinał | Finał | Finał   |
| Zawodniczka      | Konkurencja      | Czas       | Miejsce    | Czas     | Miejsce  | Czas  | Miejsce |
| ---------------- | ---------------- | ---------- | ---------- | -------- | -------- | ----- | ------- |
| Anahit Barsegian | 100m grzbietowym | 1:08,19    | 44.        |          |          |       |         |

### Podnoszenie ciężarów
Mężczyźni
| Zawodnik         | Konkurencja | Rwanie | Rwanie  | Podrzut | Podrzut | Razem  | Pozycja |
| Zawodnik         | Konkurencja | Wynik  | Pozycja | Wynik   | Pozycja | Razem  | Pozycja |
| ---------------- | ----------- | ------ | ------- | ------- | ------- | ------ | ------- |
| Arakel Mirzojan  | -69 kg      | 148 kg | -       |         |         |        | DNF     |
| Ara Chaczatrian  | -85 kg      | 165kg  | -       |         |         |        | DNF     |
| Norajr Wardanian | -94 kg      | 170 kg | 11.     | 210 kg  | .       | 380 kg | 11.     |

Kobiety
| Zawodniczka          | Konkurencja | Rwanie | Rwanie  | Podrzut | Podrzut | Razem  | Pozycja |
| Zawodniczka          | Konkurencja | Wynik  | Pozycja | Wynik   | Pozycja | Razem  | Pozycja |
| -------------------- | ----------- | ------ | ------- | ------- | ------- | ------ | ------- |
| Meline Daluzjan      | -69 kg      | 111 kg | –       |         |         |        | DNF     |
| Hripsime Churszudian | +75 kg      | 128 kg | 3.      | 166 kg  | 3.      | 294 kg | brąz    |

### Strzelectwo
Mężczyźni
| Zawodnik          | Konkurencja | Kwalifikacje | Kwalifikacje | Finał | Finał   |
| Zawodnik          | Konkurencja | Wynik        | Pozycja      | Wynik | Pozycja |
| ----------------- | ----------- | ------------ | ------------ | ----- | ------- |
| Norajr Bachtamian | ppn 60      | 579          | 16.          |       |         |
| Norajr Bachtamian | pdn 60      | 557          | 18.          |       |         |

### Taekwondo
Mężczyźni
| Zawodnik       | Konkurencja | 1/8              | Ćwierćfinał      | Półfinał         | Repesaż 1        | Repesaż 2        | Finał            | Finał   |
| Zawodnik       | Konkurencja | Przeciwnik Wynik | Przeciwnik Wynik | Przeciwnik Wynik | Przeciwnik Wynik | Przeciwnik Wynik | Przeciwnik Wynik | Pozycja |
| -------------- | ----------- | ---------------- | ---------------- | ---------------- | ---------------- | ---------------- | ---------------- | ------- |
| Arman Jeremian | -80 kg      | Michaud 8 -4     | Mollet 6 -4      | Crismanich 1- 2  |                  | Muhammad 2- 9    |                  | 5.      |

### Zapasy
Mężczyźni – styl klasyczny
| Zawodnik              | Konkurencja | Kwalifikacje     | 1/8               | Ćwierćfinał      | Półfinał         | Repesaż 1        | Repesaż 2        | Finał            | Finał   |
| Zawodnik              | Konkurencja | Przeciwnik Wynik | Przeciwnik Wynik  | Przeciwnik Wynik | Przeciwnik Wynik | Przeciwnik Wynik | Przeciwnik Wynik | Przeciwnik Wynik | Pozycja |
| --------------------- | ----------- | ---------------- | ----------------- | ---------------- | ---------------- | ---------------- | ---------------- | ---------------- | ------- |
| Howhannes Warteresjan | -66 kg      | Hyeon-woo 0- 3   |                   |                  |                  | Isaac 0- 3       |                  |                  | 19.     |
| Arsen Dżulfalakian    | -74 kg      |                  | Kobonow 2 -1      | Kikiniou 3 -0    | Əhmədov 5 -0     |                  |                  | Własow 0- 2      | srebro  |
| Artur Aleksanian      | -96 kg      |                  | Timoncini 3 -0    | Rezaei 0- 3      |                  | İldem 3 – 0      | Estrada 3 -0     |                  | brąz    |
| Jurij Patrikiejew     | -120 kg     | Barojew 4 -1     | Babajanzadeh 1- 2 |                  |                  |                  |                  |                  | 8.      |

Mężczyźni – styl wolny
| Zawodnik                 | Konkurencja | Kwalifikacje     | 1/8              | Ćwierćfinał      | Półfinał         | Repesaż 1        | Repesaż 2        | Finał            | Finał   |
| Zawodnik                 | Konkurencja | Przeciwnik Wynik | Przeciwnik Wynik | Przeciwnik Wynik | Przeciwnik Wynik | Przeciwnik Wynik | Przeciwnik Wynik | Przeciwnik Wynik | Pozycja |
| ------------------------ | ----------- | ---------------- | ---------------- | ---------------- | ---------------- | ---------------- | ---------------- | ---------------- | ------- |
| Mihran Dżaburian         | -55 kg      |                  | Escobar 2 -0     | Yumoto 0- 2      |                  |                  |                  |                  | 7.      |
| Dawit Safarian           | -66 kg      |                  | Omar 5 -0        | Tangatarow 1- 2  |                  |                  |                  |                  | 8.      |
| Gadżymurad Nurmagomiedow | -84 kg      | Abdusalomow 2 -1 | Lashgari 0- 2    |                  |                  |                  |                  |                  | 11.     |